# Veazove, Konotop
Veazove (în ucraineană В'язове) este localitatea de reședință a comunei Veazove din raionul Konotop, regiunea Sumî, Ucraina.

## Demografie
Componența lingvistică a localității Veazove
     Ucraineană (98,58%)
     Rusă (1,42%)
Conform recensământului din 2001, majoritatea populației localității Veazove era vorbitoare de ucraineană (98,58%), existând în minoritate și vorbitori de rusă (1,42%).